# Manuel Carlés
Manuel Carlés (Rosario, 1875 – Buenos Aires, 1946) était un avocat, essayiste, enseignant et homme politique argentin. Membre du parti radical, il fut deux fois député national et devint en 1919 le premier président attitré de la Ligue patriotique argentine ; celle-ci, à la fois mouvement social et organisation paramilitaire violente, professait une idéologie politique nationaliste d’extrême droite.

## Biographie
Ayant acquis à Buenos Aires une réputation de politicien nationaliste, Manuel Carlés réussit à se faire élire en 1898 député national pour la province de Santa Fe, dont il était originaire, puis pour différentes circonscriptions de la Capitale fédérale. Affilié à l’Union civique radicale, il fut nommé par le président Hipólito Yrigoyen interventeur fédéral dans la province de Salta en 1918. Il enseigna au Collège militaire de la nation ainsi qu’à l’École supérieure de guerre.

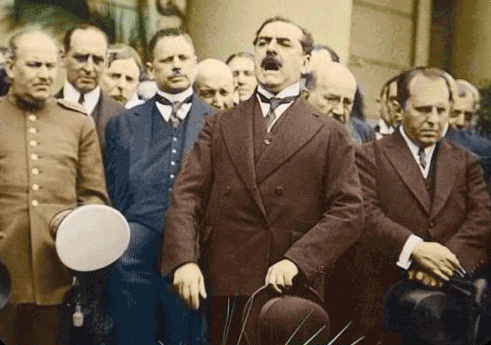
Manuel Carlés (au centre).

En avril 1921, il assuma la fonction de président de la Ligue patriotique argentine, organisation protofasciste fondée peu auparavant, le 19 février de la même année. À ce titre, il exhorta à la persécution des juifs, des anarchistes, des socialistes et des immigrants étrangers, en particulier durant les événements sanglants de janvier 1919 à Buenos Aires. En 1923, le président Marcelo Torcuato de Alvear le nomma interventeur dans la province de San Juan. 
En lien avec le violent conflit social de Santa Cruz de 1921, connu sous le nom de Patagonie rebelle, il se rendit sur place pour y superviser la formation de filiales (brigades) de la Ligue patriotique (en l’espèce quasi intégralement composées d’étrangers), puis regagna promptement Buenos Aires. Ultérieurement, il revint à Río Gallegos pour présenter un dernier salut à la dépouille de Varela, militaire chargé de la répression et assassiné par un anarchiste, et apporta son soutien à Pérez Millán, membre de la Ligue et assassin en 1923 du meneur ouvrier et militant anarchiste Wilckens.
Il mourut à Buenos Aires le 25 octobre 1946, à l’âge de 71 ans. Le 5 novembre 1946, ses restes furent inhumés au cimetière El Salvador de sa ville natale de Rosario.

## Publications
Manuel Carlés fit paraître de nombreux ouvrages, dont notamment :
- Organización de la soberanía (littér. Organisation de la souveraineté)
- República y democracia
- Organización de la economía rural